# Peter Olsen
Peter Olsen (danès: Peter Richard Olsen)  (Sorø, 31 d'octubre de 1911 - Sorø, 13 de febrer de 1956) fou un remer danès que va competir durant les dècades de 1920 i 1930.
El 1936 va prendre part en els Jocs Olímpics de Berlín on, fent parella amb Harry Larsen, guanyà la medalla de plata en la prova del dos sense timoner del programa de rem. En el seu palmarès també destaca el títols nacional de 1936 del dos sense timoner. En el seu palmarès també destaquen set medalles al Campionat d'Europa de rem, dues d'or, quatre de plata i una de bronze, entre 1929 i 1938.